# Nicholas Herkimer
Nicholas Herkimer, il cui cognome è anche scritto come Ergheimer o Herccheimer (Danube, 1728 – 16 agosto 1777), è stato un generale statunitense, comandante della milizia durante la guerra d'indipendenza americana, morto per le ferite riportate durante la battaglia di Oriskany.

## Biografia
Era il figlio di Catherine Petrie e Johan Jost Herkimer, immigrati dal Palatinato e residenti a German Flatts, nella valle del Mohawk, colonia dello stato di New York. Era di costituzione snella, carnagione scura, capelli neri e aveva un'altezza di 1,80 metri. Sapeva parlare il tedesco e l'irochese.
Durante l'attacco francese a German Flatts (1757), nella guerra franco-indiana, fu coinvolto nella difesa della città. Fu nominato capitano della milizia il 5 gennaio 1758 e respinse anche un secondo attacco alla stessa nel medesimo anno. Costruì la sua nuova casa nel 1764 nei pressi dell'odierna città di Little Falls, nel corso inferiore del Mohawk. Nella sua tenuta utilizzava molti schiavi.

### Rivoluzione americana
Tra luglio e agosto del 1775 divenne capo del Tyron County Committee of Safety (l'organo giudiziario della contea di Tyron) diventando colonnello della locale milizia. Dopo la spaccatura che portò i membri lealisti delle milizie dell'area a ritirarsi in Canada, egli divenne brigadier generale della milizia della contea di Tyron grazie alla nomina del congresso provinciale, avvenuta il 5 settembre 1776. Nel giugno del 1776 comandò 380 uomini ad un incontro con Joseph Brant ad Unadilla. Herkimer chiese agli Irochesi di rimanere neutrali mentre Brant dichiarò la loro fedeltà nei confronti del re.
Quando venne a sapere dell'assedio di Fort Schuyler nel luglio del 1777 ordinò ai suoi uomini di riunirsi a Fort Dayton. Marciò quindi verso ovest per ventotto miglia allo scopo di alleggerire la pressione esercitata sul forte. La marcia forzata, in colonna, venne intercettata il 6 agosto da una forza mista composta da forze britanniche regolari, forze lealiste e indiani Mohawk in quella che passò alla storia come battaglia di Oriskany. Il cavallo di Herkimer fu colpito ed egli stesso venne gravemente ferito. Egli riunì i suoi uomini due volte per evitare la rotta e, quando ordinò la ritirata, questi lo trasportarono a casa.
Il chirurgo della brigata, William Petrie, bendò la ferita di Herkimer in campo e lo mise su una barella. La ferita divenne velocemente infetta ma la decisione di amputare la gamba fu rimandata a dieci giorni dopo la battaglia. L'operazione venne eseguita da un chirurgo inesperto, Robert Johnson, a causa delle ferite riportate da William Petrie nella stessa battaglia. L'operazione fu scadente e la ferità cominciò a sanguinare notevolmente; per questo Herkimer morì il 16 agosto all'età di 49 anni.

### Eredità
La sua casa natia, in quella che oggi è Danube, è preservata come Herkimer Home State Historic Site. Gli è stata dedicata la contea di Herkimer, nello stato di New York.